# Бондарь, Николай Иванович
Никола́й Ива́нович Бо́ндарь (22 сентября 1962, Новоуральск) — мастер спорта международного класса по спортивному ориентированию, чемпион мира 1998 года по спортивному ориентированию на лыжах в эстафете, почетный гражданин города Новоуральска.
В 1979 году окончил среднюю школу № 45 города Новоуральска. В 1985 году окончил МИФИ-2 по специальности «инженер-физик». С 1983 по 1987 год работал инженером на Уральском электрохимическом комбинате (отдел 50 и 21).

## Спортивное ориентирование
Заниматься спортивным ориентированием начал в 1977 году, в спортивном клубе «Кедр» (тренер Безымянный Юрий Иванович). В 1987 году стал членом национальной команды СССР, а затем и России по спортивному ориентированию. Чемпион СССР 1989 года, 1990 года (в эстафете), 1987 года в ориентировании бегом. 17-кратный чемпион России, в том числе 5 раз в эстафете. Выступает за команду Свердловской области.
Участвовал в 6 чемпионатах мира по спортивному ориентированию на лыжах.
В составе эстафетной команды (Н. Бондарь, Э. Хренников, В. Корчагин, В. Кормщиков) выиграл золото на чемпионате мира в Австрии в 1998 году. Дважды (в 1992 и 1994) становился призёром в эстафете на чемпионатах мира. Лучший результат на индивидуальных дистанциях ЧМ — 10-е место.
Обладатель серебряных медалей в эстафете на чемпионате Европы 2003 года по спортивному ориентированию на лыжах.
В конце «нулевых» завершил спортивную карьеру.
С 1988 года работал инструктором спортивного клуба «Кедр». В настоящее время заведует лыжной базой и залом
игровых видов спорта.

## Мультигонки
В 2001 году представлял Россию в мультиспортивной гонке «Eco-challange» в Новой Зеландии (300 км за 6 дней). Участник отбора на чемпионат мира по мультиспорту в Андорре.
Серебряный призёр чемпионата России по мультиспорту в г. Сочи в составе сборной Свердловской области.
Неоднократно участвовал в горных марафонах, в том числе, в Х горном марафоне «Конжак».

## Награды
В 2002 году удостоен звания «Почетный гражданин города Новоуральска»: «За многолетний добросовестный труд, большой вклад в развитие спорта в городе, выдающиеся достижения в спортивном ориентировании» (постановление № 451 от 04.03.2002 года).
Признан:
- человеком года в России за 1997 год от Федерации спортивного ориентирования России,
- лучшим спортсменом Свердловской области в 1998 году от Министерства спорта Свердловской области,
- человеком года в городе Новоуральск в 2001 году,
- лучшим спортсменом города Новоуральска в 1991—1998 годах.
- обладатель 96 медалей (32 золотых), в том числе 18 иностранных.
- награждён спортивным «Оскаром» ФСО России.